# NGC 3336
NGC 3336 est une galaxie spirale intermédiaire située dans la constellation de l'Hydre. Elle a été découverte par l'astronome britannique John Herschel en 1835. Le professeur Seligman et Wolfgang Steinicke classe cette galaxie comme une spirale barrée, bien que la présence d'une barre ne soit pas évidente sur les images de la galaxie.

## Caractéristiques
Sa vitesse par rapport au fond diffus cosmologique est de 4 344 ± 25 km/s, ce qui correspond à une distance de Hubble de 64,1 ± 4,5 Mpc (∼209 millions d'al).
La classe de luminosité de NGC 3336 est III et elle présente une large raie HI. Elle renferme également des régions d'hydrogène ionisé.

## Supernova
La supernova SN 2003ky a été découverte dans NGC 3336 le 20 décembre 2003 par Marina Wischnjewsky de l'université du Chili. Le type de cette supernova n'a pas été déterminé.

## Groupe de NGC 3314B
Selon une étude publiée par A.M. Garcia en 1993, NGC 3336 fait partie du groupe de NGC 3314B. Ce groupe comprend au moins 30 galaxies dont NGC 3305, NGC 3309, NGC 3314B (PGC 33532) et NGC 3316. La galaxie NGC 3314 est en réalité une paire de galaxie constituée de PGC 31531 (souvent désigné comme étant NGC 3314A) et de PGC 87327 (désignée comme étant NGC 3314B).
NGC 3336 et donc toutes les galaxies du groupe de NGC 3314B font partie de l'amas de l'Hydre (Abell 1060). L'amas de l'Hydre est l'amas dominant du superamas de l'Hydre-Centaure.